# Эль-Абд, Адам
Адам Эль-Абд (англ. Adam El-Abd, араб. آدم العبد‎; 11 сентября 1984, Брайтон, Англия) — английский и египетский футболист, защитник. Выступал за сборную Египта.

## Биография
Родился в английском городе Брайтон, в семье англичанки и выходца из Египта. У него есть старший брат Джо (р. 1980) — регбист и младший Сами (р. 1988), который играет в футбол на любительском уровне.

### Клубная карьера
Воспитанник клуба «Брайтон энд Хоув Альбион», в котором и начал игровую карьеру. Свой первый профессиональный контракт с командой подписал в 2003 году в возрасте 19 лет и в том же году дебютировал за неё в Лиге один. По итогам сезона 2003/04 «Брайтон» добился выхода в Чемпионшип, где выступал следующие два сезона, но затем вернулся в Лигу один. В следующий раз «Брайтон» получил право выхода в Чемпионшип в сезоне 2010/11, став победителем Лиги 1. Эль-Абд продолжал оставаться основным игроком клуба до сезона 2013/14 и покинул команду в январе 2014 года, подписав контракт с «Бристоль Сити». В составе «Бристоль Сити» выступал до конца сезона 2013/14, а в начале следующего сезона был отдан в аренду в клуб Лиги 2 «Бери». Сезон 2015/16 Эль-Абд также провёл в аренде в клубах «Суиндон Таун» и «Джиллингем», после чего покинул «Бристоль Сити». В дальнейшем отыграл один сезон в составе клуба «Шрусбери Таун» и два сезона в составе «Уиком Уондерерс». Осенью 2019 года подписал контракт с клубом «Стивенидж».

### Карьера в сборной
Ещё в 2005 году, в интервью сайту EgyptianPlayers.com Эль-Абд отметил, что готов выступать за сборную Египта, если получит приглашение.
Впервые был вызван в сборную весной 2012 года тренером Бобом Брэдли. Дебютировал за национальную команду 20 мая в товарищеской игре против Камеруна, в которой появился на замену после перерыва. Всего в период с 2012 по 2013 год, принял участие в 6 товарищеских матчах, а 10 сентября 2013 года отыграл весь матч против сборной Гвинеи в рамках отборочного турнира чемпионата мира 2014. В самом начале встречи Эль-Абд отметился голом в собственные ворота, но в итоге Египет одержал победу со счётом 4:2. В дальнейшем в сборную не вызывался.

## Достижения
«Брайтон энд Хоув Альбион»
- Лига 1: 2010/11